# Simca do Brasil
Simca do Brasil était une filiale créée par le constructeur français Simca au Brésil en 1958. 
SIMCA était, à l'origine, une firme automobile franco-italienne, créée par Fiat en 1935 pour construire sous licence ses véhicules automobiles en France, vendus sous la marque Simca-Fiat de 1935 à 1938 puis après sous la seule marque Simca.

## Histoire
Au début des années 1950, Juscelino Kubitschek visite l'usine Simca de Poissy avant d'être élu Président du Brésil en 1956. La visite avait été organisée par un général brésilien qui avait un membre de sa famille employé à Poissy. En plaisantant, Kubitschek invite Simca, à construire une usine au Minas Gerais, son état natal. Les directions de Simca et de Fiat prirent cette proposition très au sérieux, étant donné que Fiat sollicitait depuis de longues années l'autorisation administrative de s'y implanter, et envoyèrent une lettre d'intention pour produire des voitures au Brésil. Dans l'intervalle, le pays s'était doté d'un groupe exécutif pour l'industrie automobile (GEIA), qui avait établi un cadre normatif très strict pour tout nouveau producteur souhaitant implanter une usine au Brésil. La direction de Simca fit valoir que la proposition et les arrangements avec Kubitschek étaient antérieurs à ces règles et tenta, par des activités de lobbying, de bénéficier un régime d'exception. Simca a également exercé des pressions directes sur le gouvernement du Minas Gerais, mais fut finalement forcé de présenter sa propre proposition, qui fut acceptée avec un certain nombre de conditions, dont celle de construire une usine dans l'État.
Le 5 mai 1958, la société Sociedade Anônima Industrial de Motores, Caminhões e Automóveis, plus connue sous le nom Simca do Brasil, est officiellement créée à Belo Horizonte, dans l'État de Minas Gerais. 
Le premier modèle assemblé localement et le plus produit, sera la Chambord, à partir du mois de mars 1959. Les débuts furent très laborieux en raison du manque de formation de la main-d'œuvre locale. Au total, ce sont à peine 50 833 automobiles qui seront produites dans l'usine brésilienne avant que la marque Simca ne soit rachetée en 1966 par Chrysler, qui arrêtera tous les modèles français dès le milieu de l'année 1969 pour fabriquer des modèles Dodge, automobiles et camions.

Simca do Brasil a d'abord importé des kits CKD de la Simca Vedette produits par l'usine française Simca à Poissy. Elle les assemblait dans les ateliers de São Bernardo do Campo dans l'État de São Paulo. Malgré les engagements pris et promesses renouvelées, au président Kubitschek et au GEIA - Groupe Exécutif brésilien pour l'Industrie Automobile, les activités industrielles de Simca do Brasil n'ont jamais été transférées au Minas Gerais. 
La première voiture a quitté la chaîne d'assemblage en mars 1959. L'usine a dû faire face à d'énormes problèmes non seulement en raison du manque d'ouvriers mais surtout du fait de leur manque de formation. Les retards à répétition constatés dans les étapes de respect des règles fixées par le GEIA ont démontré que Simca do Brasil était incapable de respecter ses engagements et a souffert de problèmes graves dans la qualité des pièces produites localement. Une réputation de mauvaise qualité s'est rapidement développée.
Simca do Brasil a dû importer tout l'outillage et les machines nécessaires pour lancer sa propre production et a sélectionné 980 fournisseurs locaux de pièces mécaniques et autres composants pour transformer les modèles Simca Chambord, Présidence et Rallye en vraies voitures brésiliennes en raison des ordres du gouvernement brésilien en échange des avantages accordés. Mais les énormes problèmes rencontrés au quotidien sur la chaîne d'assemblage menaçaient de mettre en péril la présence même de la société.
Pour faire face à la crise constante qu'endurait la filiale Simca do Brasil et qui menaçait de paralyser toute la production, la direction de Simca France a décidé d'envoyer sur place l'ingénieur Jacques Jean Pasteur pour résoudre les problèmes de production. Il fallut attendre 1961 pour que Pasteur réussisse à trouver les bonnes solutions afin de respecter la contrainte de fabriquer des voitures avec 98 % de pièces provenant de fournisseurs nationaux.

## La reprise par Chrysler
Depuis 1958, Chrysler était un actionnaire très minoritaire de Simca. Chrysler avait racheté la participation de Ford de 15 % du capital qu'il détenait dans le constructeur français obtenus lors de la reprise de Ford France par Simca. En 1966, Fiat ayant obtenu l'accord du général de Gaulle pour le rachat de Citroën (ce qui n'aura finalement pas lieu), vend alors Simca Automobiles à Chrysler.
Fort de la division automobile de Simca, Chrysler hérite également de sa filiale brésilienne. Dès le second semestre 1966, les cadres américains remplacent les français au Brésil. Dès le mois d'août 1967, les modèles Simca arborent le logo Chrysler. Les modèles Simca resteront en production jusqu'en milieu d'année 1969.
Au total, se sont à peine 50.833 automobiles Simca qui ont été produites au Brésil en 10 ans.
En janvier 1967, la société est renommée Chrysler do Brasil et en septembre de la même année, Victor G. Pike remplace Jean Jacques Pasteur à la direction de la société brésilienne. Sa première intervention sera d'arrêter la production durant trois jours, le temps de licencier 500 des 1 700 salariés de la société. En juillet 1969, la société produit le premier modèle Dodge, la Dart. Servie par une habile campagne publicitaire et un positionnement de voiture de luxe sur le marché brésilien, la Dart connait un franc succès. 3 386 exemplaires sont produits durant les 5 mois de 1969 et la cadence de fabrication atteint rapidement les 60 unités par jour en 1970, ce qui lui confère la première place de son segment avec 41,4 % de pénétration. Elle est élue « Voiture de l'année 1970 au Brésil ». En 1973, la production de l'usine a atteint 17.939 voitures, le plus fort volume depuis sa création.
Avec le premier choc pétrolier, les ventes vont considérablement baisser. Tous les pays d'Amérique du Sud vont connaître une grave crise économique avec une inflation insoutenable. En 1974, la production de l'usine était à peine de 11.318 unités et tombera sous les 10.000 unités les années suivantes. Seules les marques proposant des modèles de petite cylindrée pouvaient espérer poursuivre leur activité. Les modèles américains de grosse cylindrée V8 de 5 litres et plus étaient définitivement condamnés. 
En janvier 1979, Chrysler États-Unis revend 67 % de sa filiale brésilienne à Volkswagen do Brasil. La direction de VW fait croire aux clients brésiliens que la production des modèles Chrysler Polara, Dart, Charger et Le Baron sera maintenue mais ce n'est qu'un honteux mensonge, le temps de vider les stocks importants de voitures jusqu'alors invendues. En novembre 1980, VW rachète les 33 % restants.

## Les modèles Simca do Brésil
- Simca Chambord - la première Chambord a été assemblée au Brésil en mars 1959. Directement dérivée de la Simca Vedette française, elle est équipée du vieux moteur Ford V8 de 2,351 cm3 à soupapes latérales développant 84 ch SAE. Elle connaitra plusieurs évolutions avec 10 séries successives. Son évolution mécanique portera la puissance du moteur de 84 à 140 ch SAE. La Chambord sera produite à 42.910 exemplaires au Brésil jusqu'en novembre 1966. Elle sera remplacée par la Simca Esplanada. La transformation principale sur le moteur se fera au niveau de la distribution: la version la plus poussée du vieux Ford France "aquilon" de la Vedette sera profondément modifiée par l'adoption d'une distribution culbutée à soupapes en tête et culasse Hémisphérique dénommé Emi-Sul (l'orthographe sans "H"a été imposé par les récriminations de Chrysler qui produit les moteurs "Hemi-Cuda" montés sur la Chrysler Barracuda et n'a pas encore pris le contrôle de Simca France) assorti à des augmentations de course et d'alésage (qui compromettront la fiabilité avant que Simca Do Brasil n'adopte un vilebrequin renforcé). La boîte de vitesse à trois rapports (dont la première non synchronisée) est profondément modifiée (synchro sur le 1° rapport et surtout adoption d'un overdrive  qui donne six vitesses sur 2 gammes ville/montagne et grand'route. Le pavillon est restylé avec une lunette arrière plus anguleuse et plus lumineuse et les détails d'accastillage sont modernisés[2] . La Simca Esplanada , esthétiquement très différente, avec sa ligne "ponton" anguleuse, conserve cependant la cellule centrale et les potières de la Chambord / Versailles  (Cf le décrochement de la mligne de caisse au niveau de la portière arrière).

- Simca Presidence - version luxueuse et allongée de la Chambord lancée le 30 août 1960. Elle est comparable à la version Présidence française. Seulement 848 exemplaires ont été fabriqués.

- Simca Rallye - version abusivement définie "sportive" de la Chambord lancée en 1962. 3 992 exemplaires ont été fabriqués.

- Simca Jangada - prototype d'ambulance présenté au Salon de l'Automobile de Sao Paulo le 19 décembre 1962. Version break de la Chambord dont 2 705 exemplaires ont été produits.

- Simca Alvorada - version dépouillée de la Chambord lancée en juillet 1963, équivalente de l'Ariane en France. Seulement 378 exemplaires ont été produits acquis essentiellement par des taxis.

- Simca Esplanada - remplaçante de la Chambord et des versions Presidence et Rallye, elle a été présentée officiellement lors du Salon de Sao Paulo en novembre 1966. Reprenant la même plateforme que la Chambord mais avec une carrosserie plus moderne et carrée, elle se distinguait par son moteur V8 dont la puissance était portée à 130 ch SAE. Ce fut le premier modèle lancé par Chrysler. À partir du 1er août 1967, les modèles arboraient une plaque mentionnant "Fabricado pela Chrysler" (produite par Chrysler). La faible production de ce modèle, 17 449 exemplaires avec ses versions dérivées, pris fin en juin 1969. Dans une vaine tentative de relancer le modèle, Chrysler lança les versions Regente et GTX qui seront un échec total.

Dès le mois de juillet 1969, Chrysler do Brasil démarra la fabrication de la Dodge Dart 4e génération MY 1967, après avoir fait table rase de tous les anciens modèles Simca.

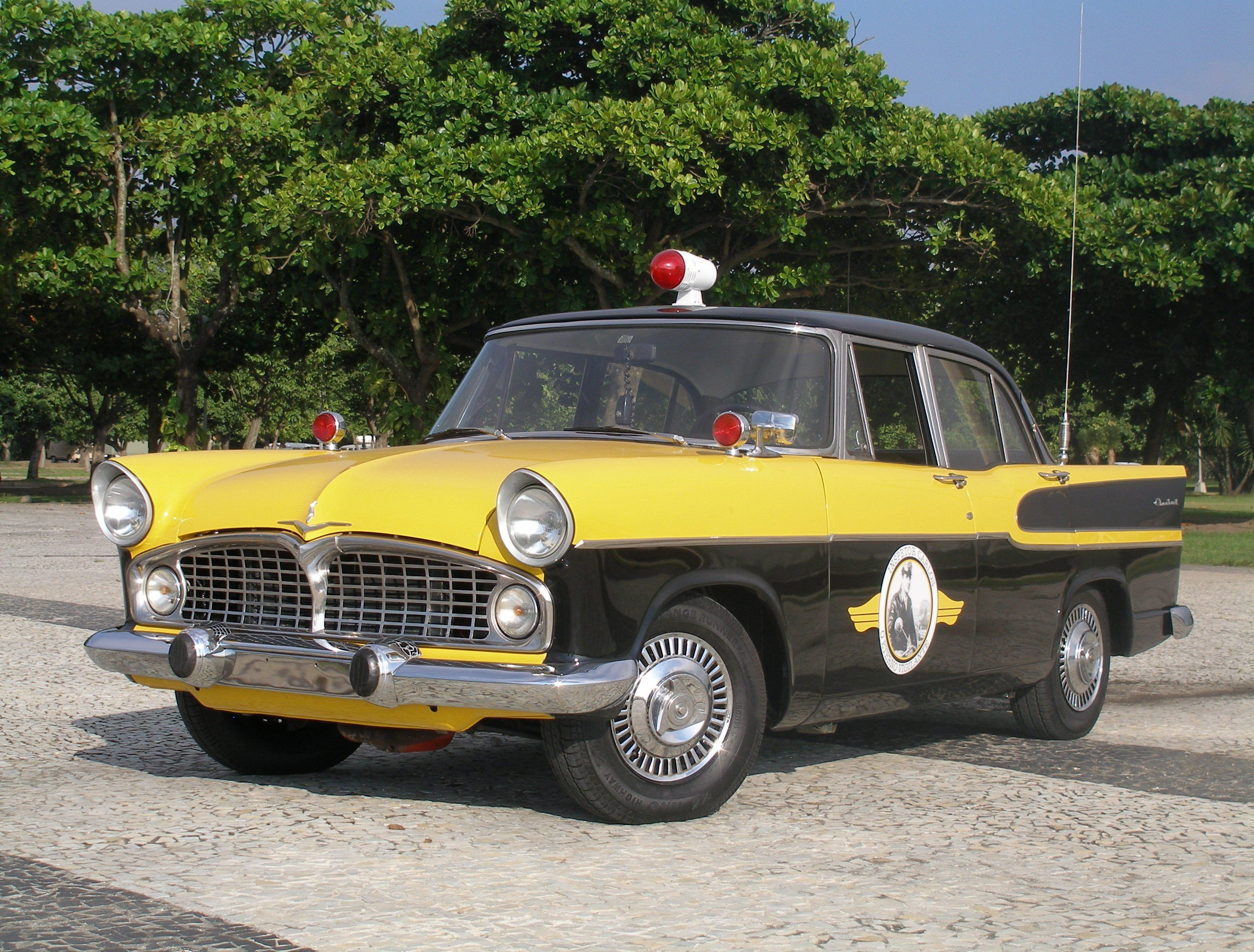
Simca Chambord 1960
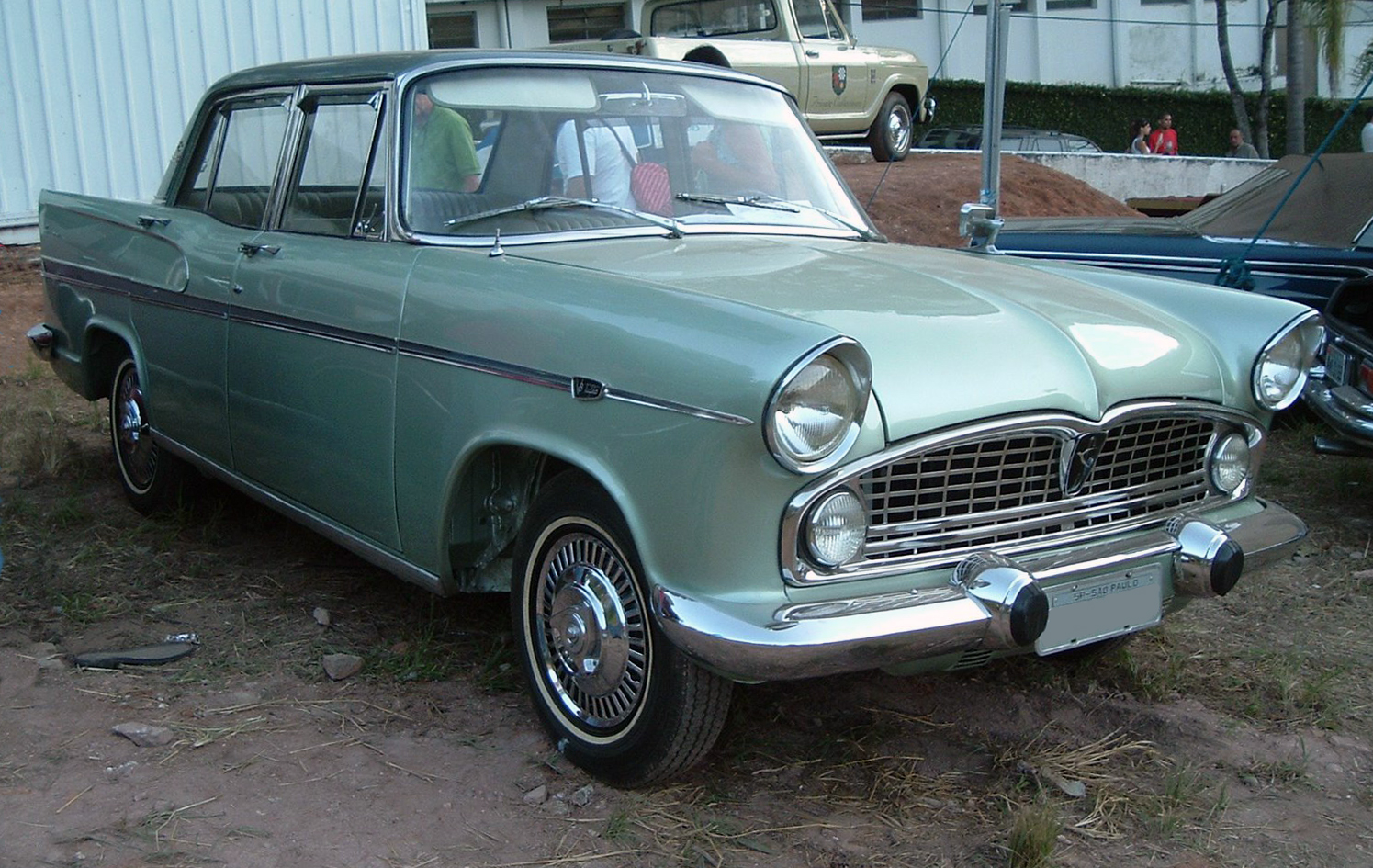
Simca Chambord Tufão
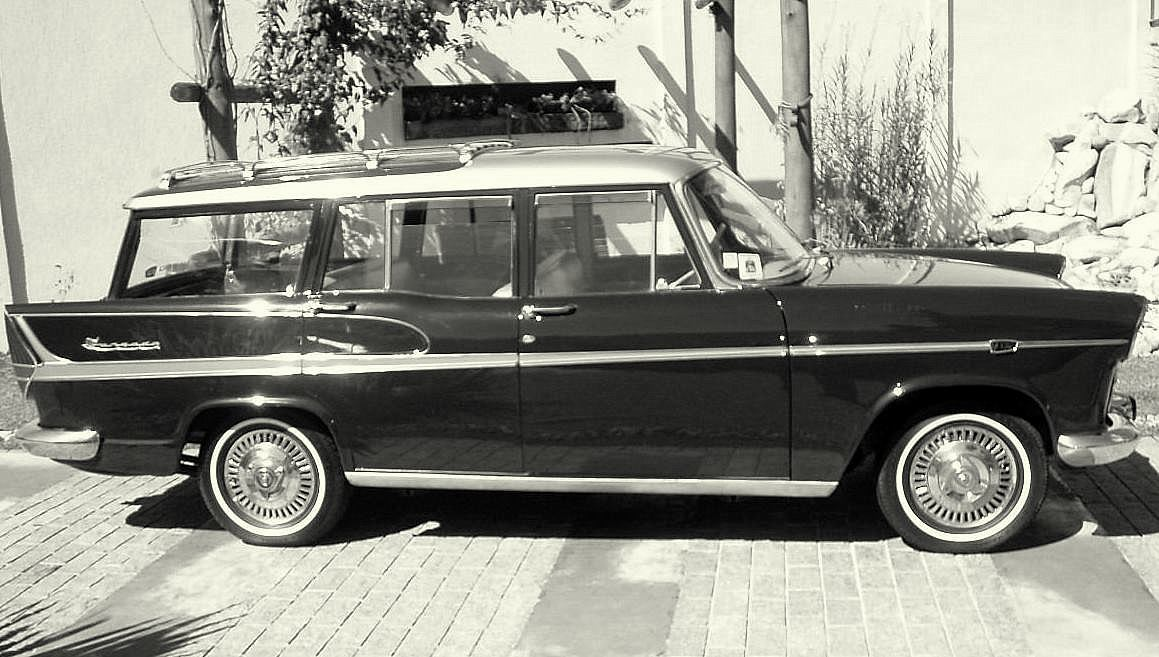
Simca Jangada
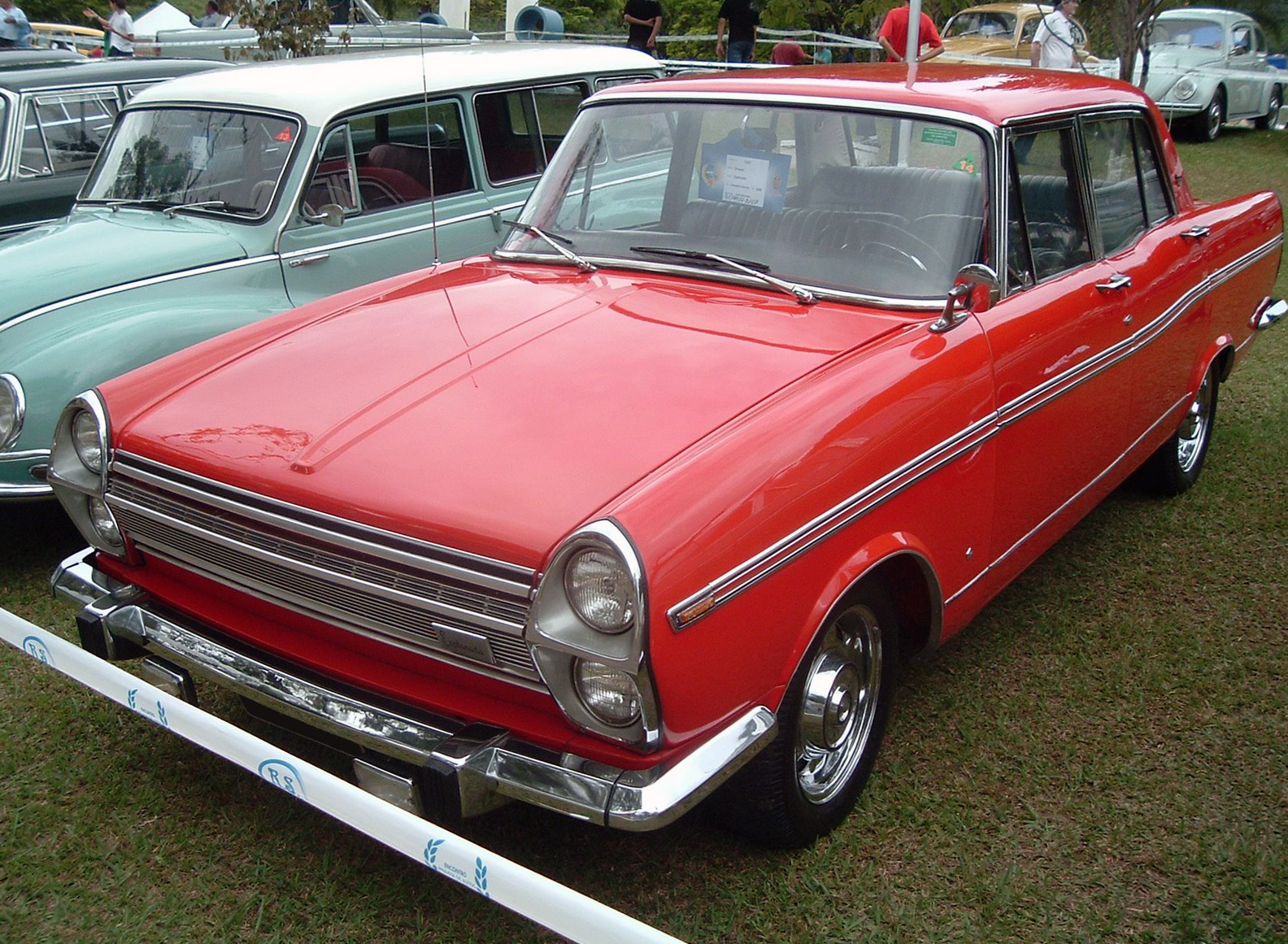
Simca Esplanada 1968